# Cucumaria adela
Cucumaria adela is een zeekomkommer uit de familie Cucumariidae.
De wetenschappelijke naam van de soort werd in 1946 gepubliceerd door Hubert Lyman Clark.